# Anaeromusa acidaminophila
Anaeromusa acidaminophila es una especie de bacteria de la familia Sporomusaceae.

## Otras lecturas
- editor, Nicholas P. Cheremisinoff (1986). Handbook of heat and mass transfer. Houston: Gulf Pub. Co. ISBN 0-872-01338-3.
- Albert, Balows; Hans G., Trüper; Martin, Dworkin; Wim, Harder; Karl-Heinz, Schleifer (1992). The Prokaryotes A Handbook on the Biology of Bacteria: Ecophysiology, Isolation, Identification, Applications (Second edición). New York, NY: Springer New York. ISBN 1-475-72191-9.